# 保罗·博尔迪埃
保罗·卡米耶·博尔迪埃（法語：Paul Camille Bordier）（1921年1月16日—2003年10月5日）是法国殖民地官员，曾任法属尼日尔（今尼日尔）副总督（法属西非总督下属）、法属乌班吉沙立领地（今中非共和国）末任长官（法属赤道非洲总督下属）和法国驻中非共和国惟一一任高级专员。

## 生平
1921年1月16日，博尔迪埃生于法国下夏朗德省（今滨海夏朗德省）的夏朗德河畔圣纳泽尔。他多次担任法国非洲殖民帝国的政府官员，曾任法属西非殖民当局经济事务局长。他与法国左翼政党民主与社会主义抵抗联盟过从甚密。1956年11月3日，他接替让·拉马迪埃担任已成为法国海外领地的尼日尔殖民地（今尼日尔共和国）的副总督（尼日尔殖民地最高长官），他的首要任务之一就是确保当年11月18日举行的法国国民议会尼日尔选区选举在尼亚美和津德尔顺利举行。根据《法国海外领地根本法》，尼日尔于1957年获得“半自治”地位，举行领地议会选举，争取民主和进步人民力量联盟（萨瓦巴）在选举中获胜。选举结束后成立了政府委员会，博尔迪埃副总督兼任政府委员会主席（总理），副主席由萨瓦巴党总书记吉博·巴卡里担任，其余部长均来自萨瓦巴党。1958年1月29日，博尔迪埃卸任尼日尔副总督，由路易·罗莱代理副总督。
1958年1月29日，博尔迪埃卸任尼日尔副总督的同一天，他接替路易·圣马尔科，出任法属乌班吉沙立领地（今中非共和国）长官（当地最高长官），并兼任领地政府委员会主席（总理）。此时的乌班吉沙立和尼日尔一样获得了“半自治”地位，并正在谋求获得更大的自治权力甚至完全独立，博尔迪埃不得不给予该地在《法兰西共和国宪法》（第五共和国宪法）框架内的高度自治权。1958年7月26日，博尔迪埃不再担任乌班吉沙立领地政府委员会主席，由来自乌班吉沙立本地的副主席阿贝尔·贡巴接任。同年12月，乌班吉沙立宣布改名为中非共和国，成为法兰西共同体内的自治共和国，巴泰勒米·波冈达成为第一届自治政府主席（总理），而原乌班吉沙立领地长官博尔迪埃改称高级专员。1960年8月13日，中非共和国正式从法国完全独立，共和国首任总统戴维·达科要求法国立即召回高级专员博尔迪埃。回到法国后，博尔迪埃曾担任全国热力企业辛迪加（Syndicat national des établissements thermaux）总裁，2003年10月5日去世。